# كارلوس دو كارمو
كارلوس دو كارمو (بالبرتغالية: Carlos do Carmo‏) هو مغني برتغالي، ولد في 21 ديسمبر 1939 في لشبونة في البرتغال.

## وصلات خارجية
- كارلوس دو كارمو على موقع IMDb (الإنجليزية)
- كارلوس دو كارمو على موقع ميوزك برينز (الإنجليزية)
- كارلوس دو كارمو على موقع أول ميوزيك (الإنجليزية)
- كارلوس دو كارمو على موقع ديسكوغز (الإنجليزية)
- كارلوس دو كارمو على موقع قاعدة بيانات الفيلم (الإنجليزية)